# مشعلی (گیاه)
مشعلی (نام علمی: Justicia carnea) نام یک گونه از سرده مشعلی است.